# إيما قو
إيما قو (بالإنجليزية: Emma Guo) هي لاعبة شطرنج أسترالية، ولدت في 23 فبراير 1995 في كانبرا في أستراليا.

## وصلات خارجية
- إيما قو على موقع الاتحاد الدولي للشطرنج (الإنجليزية)
- إيما قو على موقع مباريات الشطرنج (الإنجليزية)
- إيما قو على موقع 365Chess.com (الإنجليزية)
- إيما قو على موقع Chesstempo.com (الإنجليزية)
- إيما قو سجل أولمبياد الشطرنج للسيدات على موقع OlimpBase.org (الإنجليزية)